# Nassarius fischeri
Nassarius fischeri là một loài ốc biển, là động vật thân mềm chân bụng sống ở biển thuộc họ Nassariidae.